# Fritz Haber (bande dessinée)
Pour les articles homonymes, voir Fritz Haber et Haber.
Fritz Haber est une série de romans graphiques biographique retraçant la vie de Fritz Haber, créée et dessinée par David Vandermeulen.

## Albums
Les quatre premiers albums de la série sont publiés chez Delcourt, dans la collection Mirages. 
1. L'Esprit du temps, 2005
2. Les Héros, 2007. Prix Château de Cheverny de la bande dessinée historique 2008[1].
3. Un vautour, c'est déjà presque un aigle, 2010
4. Des choses à venir, 2014.

## Récompense
- 2019 : Prix Atomium Fédération Wallonie-Bruxelles[2].